# Фишер, Клод
Клод Серж Фишер (англ. Claude Serge Fischer; род. 9 января 1948, Париж) — американский социолог.
Доктор философии по социологии (1972). Профессор Калифорнийского университета в Беркли, где преподаёт с 1972 года. Член Американской академии искусств и наук (2011) и Американского философского общества (2017). Отмечен Robert and Helen Lynd Award Американской социологической ассоциации (1996).
Окончил Калифорнийский университет в Лос-Анджелесе (бакалавр социологии, 1968). В Гарвардском университете получил степени магистра (1970) и доктора философии (1972) по социологии. С 1972 года состоит на кафедре социологии Калифорнийского университета в Беркли, первоначально преподаватель, с 1973 года ассистент-профессор, с 1978 года ассоциированный профессор, с 1982 года профессор, в 1983—1986 гг. заведующий кафедрой. Редактор-основатель журнала Contexts. Соавтор Michael Hout.
Совместно с Ann Swidler, Kim Voss и др. автор Inequality by Design: Cracking the Bell Curve Myth (1996).